# Генетична омана
У філософії генетична омана (омана походження) — це термін, який використовується для опису помилкового аргументу, в якому обставини походження та розвитку тези вказують на правдивість або помилковість аргументу.
Появу терміна «генетична омана» можна прослідити у книзі «Логіка та науковий метод» Моріса Рафаеля Коена та Ернеста Наґеля 1934 року.

## Логічна форма
а) Вказується походження висловлювання.
б) Таким чином, твердження або правдиве, або помилкове.

## Види
Різновидом є звернення до авторитету, коли твердження автоматично приймається за істину, оскільки воно походить від авторитетного джерела. Це означає, що кожне звернення до авторитету є генетичною оманою, але не кожна генетична омана є зверненням до авторитету. У особистому зверненні (також перехід на особистості, argumentum ad hominem) тезис також атакується, використовуючи особисті обставини або характеристики. В цьому відношенні особисте походження тезису також визначає прийняття або відмову від певного твердження.
Інший варіант — «помилкова помилка», за якої твердження вважається хибним через помилковість аргументу. Однак висновок може бути вірним, навіть якщо припущення хибні або аргументовано відхилені.

## Байєсівський виняток
Якщо твердження будь-якого джерела дуже часто виявляються хибними, їх можна ігнорувати. Час, необхідний для фальсифікації заяв, краще витратити інакше.

## Приклади
Здебільшого під питання потрапляють різноманітні речі, які пов'язані з походженням: авторитети, міфологія, традиції або природа.
Про початок та кінець метафізики (Ернст Топіш): Після Другої світової війни європейська цивілізація зазнала сильного впливу екзистенціалізму. Метафізика грала дуже важливу роль у дискурсах тих часів, що було незрозуміло багатьом студентам. А теоретичним філософії та логіці, наприклад, не приділялося належної уваги. Коли у 1957 році Ернст Топіш написав роботу «Про початок та кінець метафізики», вона стала сенсацією. Топіш намагався показати, що ранні ідеї (часів грецької філософії) були засновані на міфологічних подіях та образах (біоморфні, соціоморфні и техноморфні аналогії) та виникли дивним чином. Наприклад, походження світу біоморфно приписується акту дітонародження між сонцем та місяцем. Тому Топіш оголосив метафізику безпідставною, оскільки вона заснована на ненаукових ідеях. У його аргументації помітні структури, які вказують на генетичну оману.